# آرامگاه خیام
آرامگاه عمر خیام (گشایش: ۲ آوریل ۱۹۶۳م/ ۱۲ فروردین ۱۳۴۲) مکان خاکسپاری عمر خیام، از قطب‌های گردشگری نیشابور، نماد شهر نیشابور و نمونهٔ برجستهٔ معماری نوین ایرانی است که طراحِّ آن هوشنگ سیحون بود و آن را در ۶ شهریور ۱۳۴۱ پایان داد. طرحش برگرفته از زندگی، زمانه و اندیشه‌های عمر خیام است که بر هر سه «ریاضی‌دان»، «اخترشناس» و «شاعر» بودنِ خیام استوار است و سازه‌های پیرامون آرامگاه، به پیشهٔ پدری خیام (خیمه‌دوزی) رویکرد دارد؛ ۲۲ متر بلندا دارد؛ پیکربندی‌اش بتنی با هستهٔ فلزی است و در باغی در حومهٔ جنوب شرقی شهر نیشابور جای دارد.
این بنا در تاریخ ۱۸ آذر ۱۳۵۴ با شمارهٔ ثبت ۱۱۷۵ به‌عنوان یکی از آثار ملی ایران به ثبت رسیده است.

## پیشینهٔ آرامگاه خیام
پس از درگذشت عمر خیام در ۱۱۲۳م یا ۱۱۳۴م، پیکرش در گورستان مرکزی حیرهٔ نیشابور دفن شد که گوربنای ویژه‌ای نداشته است. نظامی عروضی نقل کرده که خیام در ۱۱۱۲م در نشستی دوستانه دربلخ گفت «گور من در موضعی باشد که هر بهار، شمال [نسیم] بر من گل‌افشان می‌کند.»؛ سپس نظامی نوشت:
مرا این سخن مستحیل نمود و دانستم که چنونی گزاف نگوید. چون در سنهٔ ثلاثین [۵۳۰ق / ۱۱۳۶م] به نیشابور رسیدم، چهار سال بود تا آن بزرگ روی در نقاب خاک کشیده بود. آدینه‌ای به زیارت او رفتم و یکی را با خود ببردم که خاک او به من نماید. مرا به گورستان حیره بیرون آورد و بر دست چپ گشتم. در پایین دیوار باغی، خاک او نهاده و درختان اَمرود و زردآلو، سر از باغ بیرون کرده و چندان برگ و شکوفه بر خاک او ریخته بود که خاک او در زیر گُل پنهان شده بود و مرا یاد آمد آن حکایت که به شهر بلخ از او شنیده بودم. گریه بر من افتاد که در بسیط عالم و اقطار ربع مسکون او را هیچ جای نظیری نمی‌دیدم. ایزد تبارک و تعالی جای او در جنان کناد بمنّه و کرمه.— چهار مقاله نظامی عروضی (مجمع النوادر)

### دوران نوین

#### پیشنهادهای اولیه
در دوران نوین، آرامگاه خیام در ضلع شرقی مسجد محمد محروق درون یک اتاقک ایوان‌مانند جای داشته است. خارجی‌هایی که از آرامگاه بازدید می‌کردند بارها درخواست کرده‌بودند که آرامگاهی برای خیام بسازند اما دولت ایران به آنها اجازه نداد.
وقتی مورتیمر دیورند، وزیر مختار بریتانیا در ایران، از سوی باشگاه عمر خیام لندن پیشنهاد ساخت آرامگاهی جنب امامزاده محروق برای خیام را به ناصرالدین شاه قاجار داد، ناصرالدین شاه به او پاسخ داد که «ما در ایران شاعرانی بسیار بهتر از خیام داریم، از جمله خود من.»
در هشتم تیر ۱۳۰۶ که در خواست ارباب کیخسرو نماینده زرتشتیان در مجلس شورای ملی مطرح بود که بیست هزار تومان از بودجه مجلس صرف ساخت آرامگاه فردوسی شود، عبدالله یاسایی نماینده سمنان و دامغان پیشنهاد داد که آرامگاه خیام نیز با همین مبلغ بازسازی شود و گفت:

«مقبره خیام خیلی بد نماست. کراراً بنده آنجا رفته‌ام و هر وقت رفتم حقیقتاً متأثر شده‌ام و هر خارجی که به آنجا می‌آید و این منظره را می‌بیند متأثر می‌شود. با این که می‌دانید رباعیات و اشعار حکیم خیام در اروپا چقدر مورد تقدیر است و با این که ساختمان این مقبره چندان خرجی ندارد چرا ما باید در این کار بی‌اعتنایی کنیم. آن محل در یک جای باصفا و بانزهتی است و در نزدیکی نیشابور واقع است و در مجاورت همان دهی است که خیام در او سکنا داشته است. حالا که خارجی‌ها می‌آیند و می‌خواهند این مقبره را تعمیر کنند، هیچ سزاوار نیست که خودمان این کار را نکنیم و باید دانست همان مفاخری را که حکیم ابوالقاسم فردوسی برای ما تهیه کرده همان مفاخر را هم حکیم خیام تهیه کرده است».

با پیشنهاد یاسایی موافقت نشد و از او خواسته شد طرح جداگانه‌ای برای ساخت آرامگاه خیام بدهد.

#### سنگ یادبود

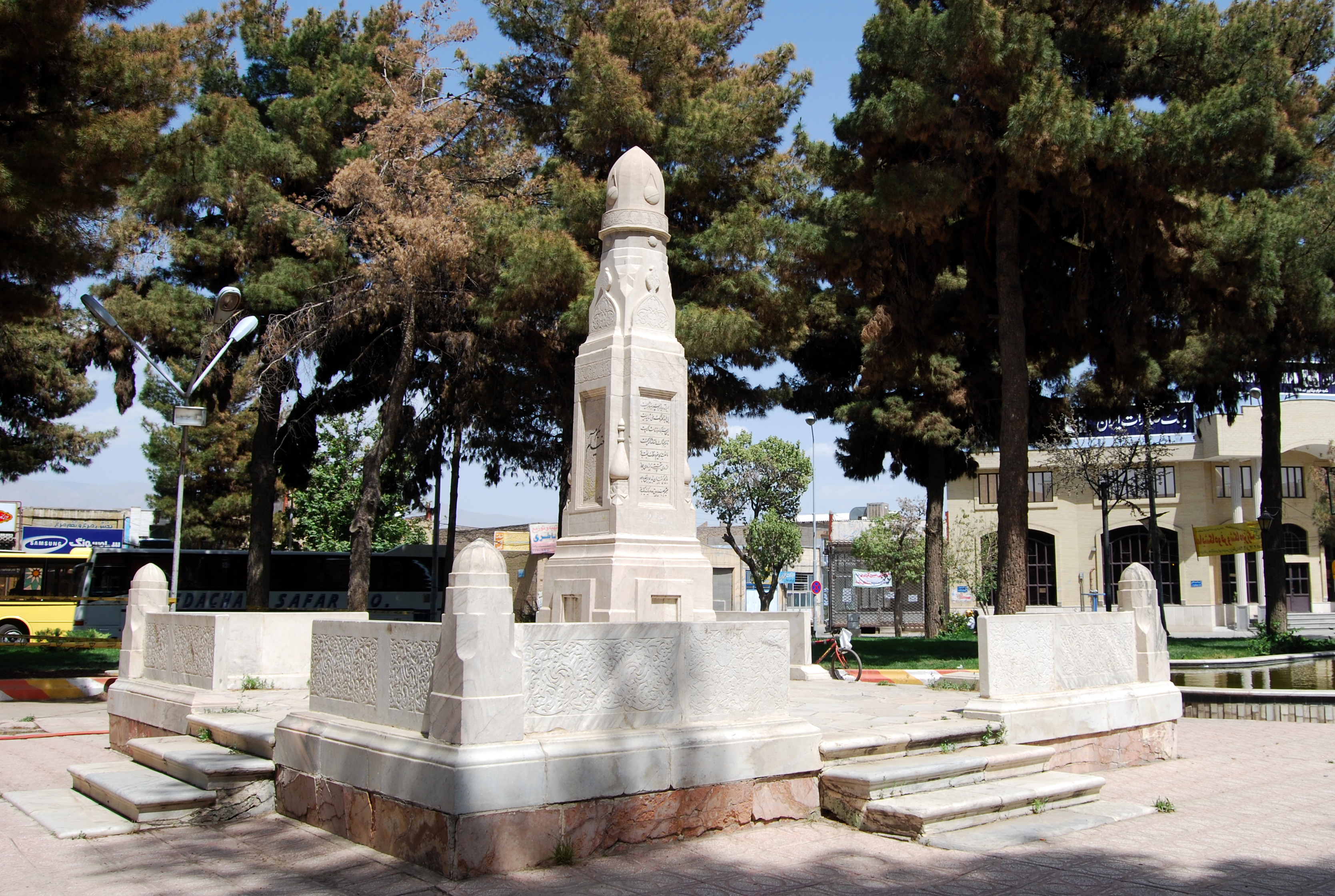
گوربنای قدیمی خیام در جنب امامزاده محروق که پس از ساختن شدن آرامگاه جدید به میدان خیام نیشابور منتقل شد.

سنگ یادبود ساده خیام تا سال ۱۳۱۳ برپا بود تا اینکه فراخواندگان مراسم گشایش آرامگاه فردوسی که به توس می‌رفتند، در میان راه از این آرامگاه نیز دیدن کردند. سپس پیشنهاد بازسازی این گوربنا، به‌شکلی بهتر و شایسته‌تر مطرح شد؛ بنابراین، هم‌زمان با برپایی جشن هزارهٔ فردوسی، انجمن آثار ملی آرامگاهی برای خیام ساخت.

طراحی و ساخت این سنگ یادبود با کریم طاهرزاده بهزاد بود.
این آرامگاه، به شکل سکویی چهارگوش و ساختمان سنگی روباز ساخته شد که در کنار آرامگاه و مسجد محمد محروق جای گرفت. آرامگاه عبارت بود از دو ایوان بالا و پائین و دیوار کوتاه سنگی از سنگ خلج که دراطراف محل قبر و روی قبر که سه یا چهار متر از دیوار بقعه فاصله داشت بکار رفته بود؛ و نیز یک ستون سنگی همراه یک رباعی از ملک الشعرای بهار با خط نستعلیق بر آن نقش کردند.

این اثر با ترکیب فرم‌های غربی و تزئینات ایرانی و مشابه آثار شیوه آر دکو ساخته شده بود.
گوربنا، مشابه وضعیت آرامگاه فردوسی (که بهزاد ساخت آن را نیز بر عهده داشت) از همان ابتدا با مشکلات سازه‌ای بسیاری مواجه بود و به علت عدم اجرای شالودهٔ مناسب در اندک مدتی نشست و شکست در اثر پیدا شد.

#### آرامگاه کنونی
آرامگاه کنونی سومین گوربنای خیام در دوران نوین است.
در سال ۱۳۳۸ هوشنگ سیحون به دستور انجمن آثار ملی آرامگاه بزرگتری برای خیام طرح‌ریزی کرد.
در آنزمان گوربنای طرح بهزاد نشست کرده بود، همچنین این بنا روی محل اصلی قبر خیام و بسیار نزدیک به آرامگاه محروق بود.
سیحون طرح خودش برای آرامگاه را در اردیبهشت ۱۳۳۷ در دانشکده هنرهای زیبای دانشگاه تهران ارائه کرد و با تأیید محسن فروغی (رئیس دانشکده و از اعضای اصلی انجمن آثار ملی) کار ساخت آرامگاه شروع شد.
در قراردادی که سیحون با انجمن آثار ملی امضا کرد ۵ درصد کل هزینه ساخت آرامگاه به حقوق سیحون اختصاص داده شد و سیحون مسئولیت طراحی، ساخت، و نظارت بر اجرا را بر عهده گرفت تا مشکلی که برای آرامگاه پیشین به طرح کریم طاهرزادهٔ بهزاد پیش آمد برای آن پیش نیاید.
با پیشنهاد سیحون و اراده انجمن آثار ملی، قبر خیام شکافته شد و پس از عکس‌برداری و مطالعهٔ بقایا، خیام در باغی مجاور امامزاده محروق دفن شد تا بتوان ابعاد و شخصیت مناسبی برای آرامگاه خیام تعبیه کرد،
همچنین ورودی مجموعه تغییر کرد تا آرامگاه خیام در محور اصلی حرکت قرار بگیرد و نه امامزاده محروق، چرا که به گفتهٔ سیحون «ما هزاران امامزاده داریم و فقط یک خیام.»
زمان‌بندی اجرای پروژه به گونه‌ای بود که بتوان آنرا همزمان با آرامگاه کمال‌المک نیشابور و آرامگاه نادرشاه در مشهد (که سیحون در طرح و اجرای آنها هم نقش داشت) افتتاح کرد.
اجرای سازهٔ دشوار بنا به زاره گریگوریان مهندس جوان ایرانی که تحصیل‌کرده دانشگاه هاروارد بود سپرده شد.
اجرای آرامگاه بدون مشکل جدی انجام شد.
سازهٔ گوربنای پیشین به شهر نیشابور جابه‌جا شد و هم‌اکنون در میدان خیام برپاست.

## ساختار
این آرامگاه در یک باغ کهن جای داردو مجموعه‌ای از کتابخانه، موزه و مهمانخانه را داراست. تندیسی از خیام در درآمد باغ نصب شده است. مساحت باغ خیام بیست هزار متر مربع و طول گوربنا ۱۸ متر است که پیراموش درختان کاج‌اند. این گوربنا، آمیزه‌ای هنر معماری مدرن و کهن ایرانی است که طراحش هوشنگ سیحون بود.

در کتیبه‌های لوزی و کاشی‌کاری شدهٔ آرامگاه، بیست رباعی از خیام به خط تعلیق به‌خط مرتضی عبدالرسولی در ۱۳۳۹ ش نگاشته است. که تحت نظارت طراح و معمار بنا، مهندس سیحون انجام شده و نمونه‌ای منحصر به فرد از کاربرد خط تعلیق در کتیبه‌نگاری بناها به‌شمار می‌رود. خط تعلیق هر چند امروزه فراموش شده اما نخستین خط ایرانی است و در روزگار خیام در میان کاتبان کاربرد فراوانی داشت.
هوشنگ سیحون خود دربارهٔ این بنا می‌گوید:
آرامگاه خیام در باغ امامزاده محروق نیشابور قرار داشت اولین کاری که باید انجام می‌دادم این بود که به گونه‌ای طراحی کنم که آرامگاه خیام و امامزاده محروق تداخل پیدا نکنند به همین منظور من برای باغ محوری عرضی تعریف کردم تا آرامگاه را که در گوشه شمال شرقی باغ قرار داشت از امامزاده جدا کنم. از طرفی دیگر در چهار مقاله عروضی گفتاری از خیام آمده مبنی‌بر اینکه ایشان گفته‌اند که: من آرزو دارم مزارم در جایی باشد که در بهاران برگ گل روی مزارم بریزد؛ بنابراین من مکانی در باغ را که اختلاف ارتفاع سه متری نسبت به درختان زردآلوی باغ داشت انتخاب کردم چون این مکان سه متر پائین‌تر قرار دارد فصل بهار شکوفه‌های زردآلو روی مزار می‌ریزد. خیام ریاضیدان، منجم و ادیب بود؛ سعی داشتم که این سه جنبه شخصیتی در مزارش تجلی پیدا کند من ده پایه برای آرامگاه در نظر گرفتم عدد ده اولین عدد دو رقمی است و پایه و اساس بسیاری از اعداد می‌باشد از هر پایه دو تیغه بر پایه مدل ریاضی خاصی به صورت مورب بالا می‌رود و با دیگر تیغه‌ها برخورد می‌کنند و از روبه‌رو بر روی پایه مقابلشان پائین می‌آید همه این تیغه‌های مورب در محور عمودی وسط برج همدیگر را قطع می‌کنند سطح پیچیده حاصله بر اثر یک فرمول ریاضی به وجود آمده که سنبله جنبه ریاضیان خیام است از طرف دیگر تقاطع تیغه‌ها در سقف آرامگاه یک ستاره به وجود می‌آورد که سمبل ستاره‌شناسی خیام محسوب می‌شود.
این بنا ۱۰ پایه دارد که ۱۰، اولین عدد دورقمی ریاضی و پایهٔ اصلی اعداد است. از هر پایه دو تیغه مورب به صورت مارپیچ به سمت بالا می‌رود تا یکدیگر را می‌بُرند و سقف بنا را بسازند و از سوی دیگر فرود آیند که این خود یکی از شکل‌های پیچیده ریاضی است. این شکل هندسی و عدد ۱۰ هر دو نماد دانش ریاضی خیام است.

برخورد تیغه‌ها با همدیگر، فضاهایی پر و خالی و به ویژه در بالا، ستاره‌هایی درهم را می‌سازند که از میانشان، آسمان آبی نیشابور پیدا است و کم‌کم نزدیکِ سرِ گنبد، ستاره‌ها کوچکتر می‌شوند و درآخر یک ستاره پنج‌پر آن‌ها را کامل می‌کند. این ستاره‌ها و نقش آسمان، اشاره به شخصیت نجومی خیام دارند.

برخورد تیغه‌ها همدیگر، ده لوزی بزرگ می‌سازند که با کاشی کاری‌هایی به خط نستعلیق شکسته و به روش خطاطان بزرگی مثل میرعماد، به شکل انتزاعی و مدرن از رباعیات خیام پر شده‌اند. رباعیات را جلال همایی برگزید و زیبانویسی‌ها به‌دست مرتضی عبدالرسولی انجام شد. در تاریخ معماری ایران این نخستین بناست که خط شکسته نستعلیق در آن به کار می‌رفت. از درون نیز همین لوزی‌ها پر از شعر با نقش گل و برگ و پیچک، با کاشی معرق تزیین شدند که همگی به شاعری خیام اشاره دارند.
هوشنگ سیحون دربارهٔ سازه‌های پیرامون آرامگاه خیام گفته:
دور تا دور برج در کنار چشمه سارها، یک دایره وسیع به مرکز خود برج ساخته شد. همه از سنگ گرانیت با اجزاء مثلثی شکل و تورفتگی‌ها و برون آمدگی‌هایی که تا اندازه‌ای شکل خیمه را تداعی می‌کنند و این اشاره به نام خیام است. چون پدرش خیمه دوز بود و نام او به همین مناسبت انتخاب شد… از طرف دیگر حوض‌ها [را] با کاشی فیروزه [داریم] که در مجموع قسمتی از ستاره را نشان می‌دهند، به تعداد هفت پر به مفهوم هفت فلک و هفت آسمان و هفت تپه [که] باز اشاره به افلاک و نجوم، دانش دیگر خیام است. روی هم رفته مجموعه در یک حال و هوای شاعرانه با درختان تنومند در اطرافش ساخته شد و همان‌طور که خواست خود خیام بوده کاملاً باز است و مزارش [در] بهاران گل افشان.

## رباعی‌های به کار رفته در کتیبه‌ها

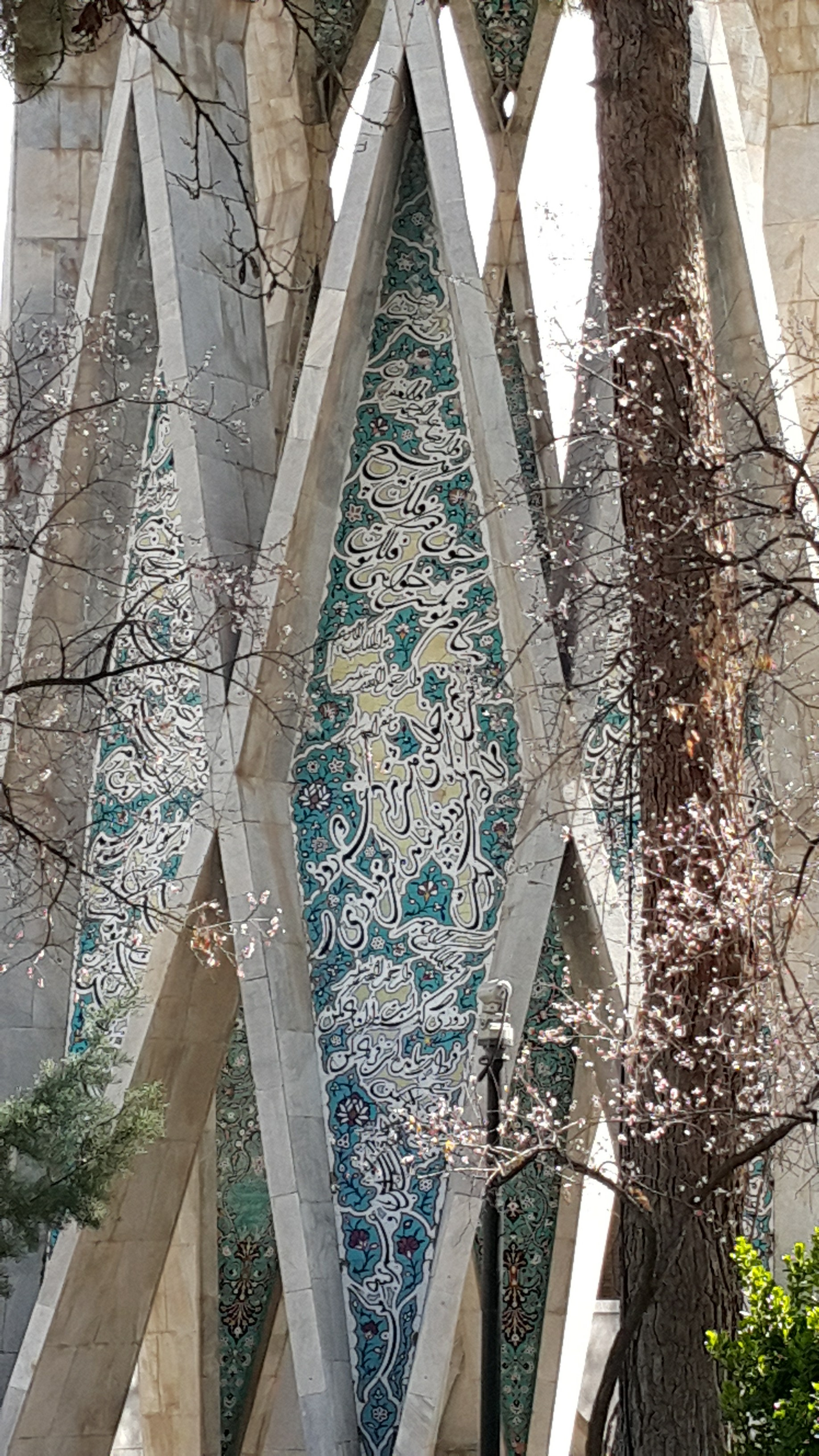
نمایی نزدیک از بنای آرامگاه

به درخواست انجمن آثار ملی، جلال الدین همایی بیست رباعی از اشعار منسوب به خیام را انتخاب کرد و این بیست رباعی با خط مرتضی عبدالرسولی بر کاشی‌های معرق لاجوردی و زرد تغاری در لوزی‌هایی که بر پایه‌های بنا قرار داشت جای گرفت (هر لوزی دو رباعی):
پایه اول (غربی)
هو الله تعالی ـ بسم الله الرحمن الرحیم - هو الملک الکریم
| مرغی دیدم نشسته بر باره طوس   |  | در پیش نهاده کله کیکاووس     |
| با کله همی گفت که افسوس افسوس |  | کو بانگ جرس‌ها و کجا ناله کوس |

هو الملک الکریم وله ایضاً رحمة الله علیه و غفر انه
| هر نیک و بدی که در نهاد بشر است |  | اندوه و غمی که در قضا و قدر است |
| با چرخ مکن حواله کاندر ره عقل   |  | چرخ از تو هزار بار بیچاره‌تر است |

حرره العبد الفقیر المحتاج برحمة الله عبدالرسولی ۱۳۳۹
پایه دوم
بسم الله الرحمن الرحیم وله ایضاً علیه الرحمة والغفران
| چون چرخ بکام یک خردمند نگشت   |  | خواهی تو فلک هفت شمر خواهی هشت   |
| چون باید مرد و آرزوها همه هشت |  | چه مور خورد بگور و چه گرگ به دشت |

هو الملک الکریم وله رحمة الله علیه
| از دی که گذشت هیچ ازو یاد مکن |  | فردا که نیامده‌ست فریاد مکن    |
| ربر نامده و گذشته بنیاد مکن   |  | حالی خوش باش و عمر بر باد مکن |

پایه سوم
حقیقة الحق سبحانه وتعالی بسم الله الرحمن الرحیم وله رحمة الله علیه وغفر الله له، هو الملک الکریم.
| دشمن به غلط گفت که من فلسفیم   |  | ایزد داند که آنچه او گفت نیم   |
| لیکن چو در این غم آشیان آمده‌ام |  | آخر کم از آنکه من بدانم که کیم |

هو الله تعالی
| هم دانهٔ امید به خرمن ماند       |  | هم باغ و سرای بی تو و من ماند  |
| سیم و زر خویش از درمی تا به جوی |  | با دوست بخور گرنه به دشمن ماند |

پایه چهارم
حقیقة الحق سبحانه وتعالی وله رحمة الله علیه وغفر الله له
| در کارگه کوزه‌گری رفتم دوش  |  | دیدم دو هزار کوزه گویا و خموش  |
| ناگاه یکی کوزه برآورد خروش |  | کو کوزه‌گر و کوزه‌خر و کوزه فروش |

و له أیضاً رحمة الله علیه وغفر الله له
| در دایره‌ای که آمد و رفتن ماست  |  | او را نه بدایت نه نهایت پیداست   |
| کس می‌نزند دمی در این معنی راست |  | کاین آمدن از کجا و رفتن به کجاست |

پایه پنجم
هو الملک الکریم وله رحمة الله علیه وغفر الله له حقیقة الحق سبحانه و تعالی
| هر سبزه که بر کنار جویی رسته است |  | گویی ز لب فرشته‌خویی رسته است     |
| پا بر سر سبزه تا به خواری ننهی   |  | کان سبزه ز خاک لاله‌رویی رسته است |

هو العزیز هو العلی الأکبر وله رحمة الله علیه خیام علیه الرحمة والغفران فرماید
| آنانکه محیط فضل و آداب شدند |  | در جمع کمال شمع اصحاب شدند   |
| ره زین شب تاریک نبردند برون |  | گفتند فسانه‌ای و در خواب شدند |

پایه ششم
حقیقة الحق سبحانه وتعالی هو الله تعالی بسم الله الرحمن الرحیم وله رحمة الله علیه وغفر الله له
| ای دل همه اسباب جهان خواسته گیر |  | باغ طربت به سبزه آراسته گیر |
| و آنگاه بر آن سبزه شبی چون شبنم |  | بنشسته و بامداد برخاسته گیر |

هو الملک الکریم. هو المحبوب وله ایضاً رحمة الله علیه وغفر الله له
| این کوزه چو من عاشق زاری بوده‌ست |  | در بند سر زلف نگاری بوده‌ست    |
| این دسته که بر گردن او می‌بینی   |  | دستی‌ست که بر گردن یاری بوده‌ست |

پایه هفتم
حقیقة الحق سبحانه وتعالی. هو الله تعالی. بسم الله الرحمن الرحیم
| ابر آمد و باز بر سر سبزه گریست |  | بی بادهٔ گل‌رنگ نمی‌باید زیست   |
| این سبزه که امروز تماشاگه ماست |  | تا سبزهٔ خاک ما تماشاگه کیست؟ |

هو الملک الکریم
| آن‌ها که کهن شدند و این‌ها که نواند |  | هر کس به مراد خویش یک تک بدوند |
| این کهنه‌جهان به کس نماند باقی     |  | رفتند و رویم دیگر آیند و روند  |

پایه هشتم
هو الله تعالی بسم الله الرحمن الرحیم حکیم عمر خیام علیه الرحمة و الغفران فرماید
| ای دوست غم جهان فرسوده مخور      |  | بیهوده غم جهان فرسوده مخور    |
| چون بوده گذشت و نیست نابوده پدید |  | خوش باش غم بوده و نابوده مخور |

هو الملک الکریم وله ایضاً رحمة الله علیه و غفر الله له
| تا چند اسیر رنگ و بو خواهی شد |  | چند از پی هر زشت و نکو خواهی شد |
| گر چشمه زمزمی و گر آب حیات    |  | آخر به دل خاک فرو خواهی شد      |

پایه نهم
حقیقة الحق سبحانه وتعالی. بسم الله الرحمن الرحیم وله رحمة الله علیه وغفر الله له
| آن مایه ز دنیا که خوری یا پوشی |  | معذوری اگر در طلبش می‌کوشی  |
| باقی همه رایگان نیرزد هشدار    |  | تا عمر گرانبها بدان نفروشی |

هو الملک الکریم وله ایضاً رحمة الله علیه وغفر الله له
| ما لعبتگانیم و فلک لعبت‌باز |  | از روی حقیقتی نه از روی مجاز |
| یک‌چند درین بساط بازی کردیم |  | رفتیم به صندوق عدم یک‌یک باز! |

پایه دهم
بسم الله الرحمن الرحیم و له ایضاً علیه رحمة و الغفران
| چون عمر به سر رسد چه شیرین و چه تلخ |  | پیمانه چو پر شود چه بغداد و چه بلخ |
| می نوش که بعد از من و تو ماه بسی    |  | از سلخ به غره آید از غره به سلخ    |

و له رحمة علیه و الغفران
| برخیز و مخور غم جهان گذران |  | بنشین و دمی به شادمانی گذران |
| در طبع جهان اگر وفایی بودی |  | نوبت بتو خود نیامدی از دگران |

## نگارخانه

آرامگاه خیام
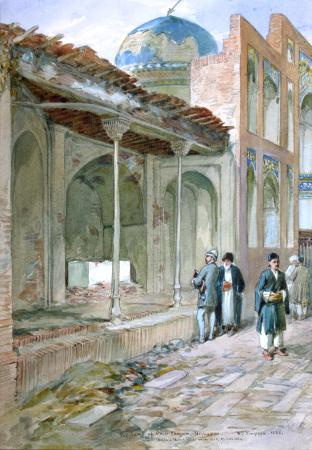
نقاشی از آرامگاه قدیم عمر خیام، سیمپسون
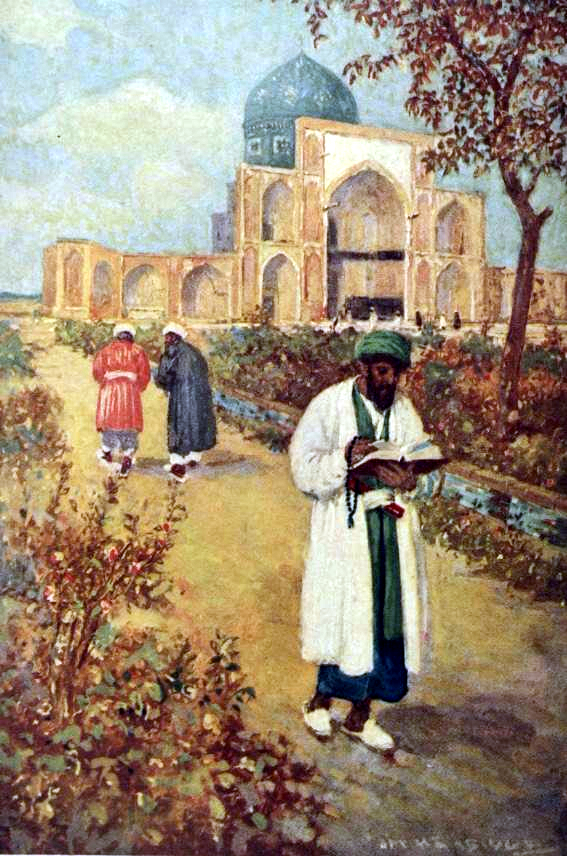
«در آرامگاه خیام» اثر Jay Hambidge در سفرنامه از «قسطنطنیه تا نیشابور»
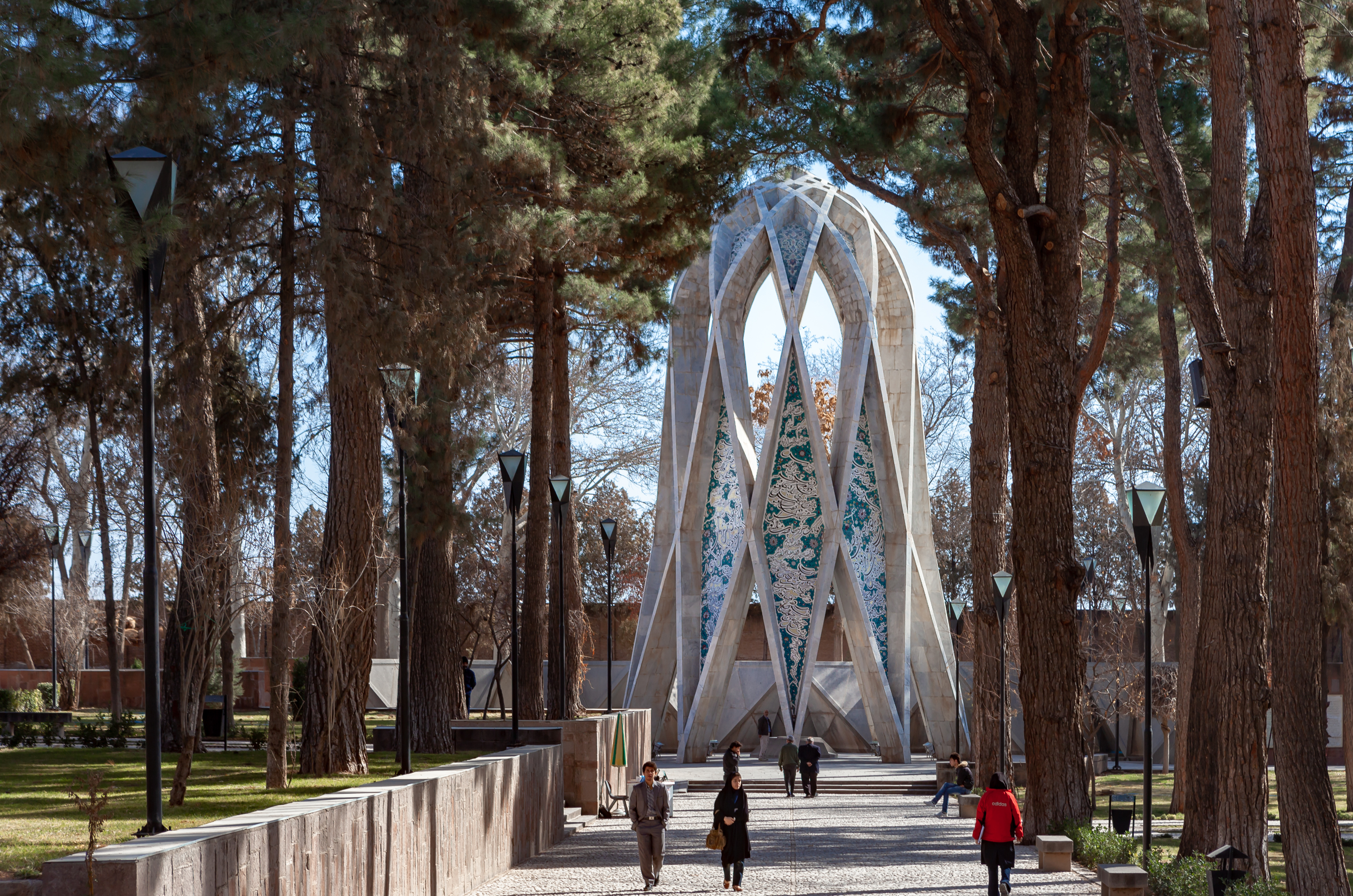
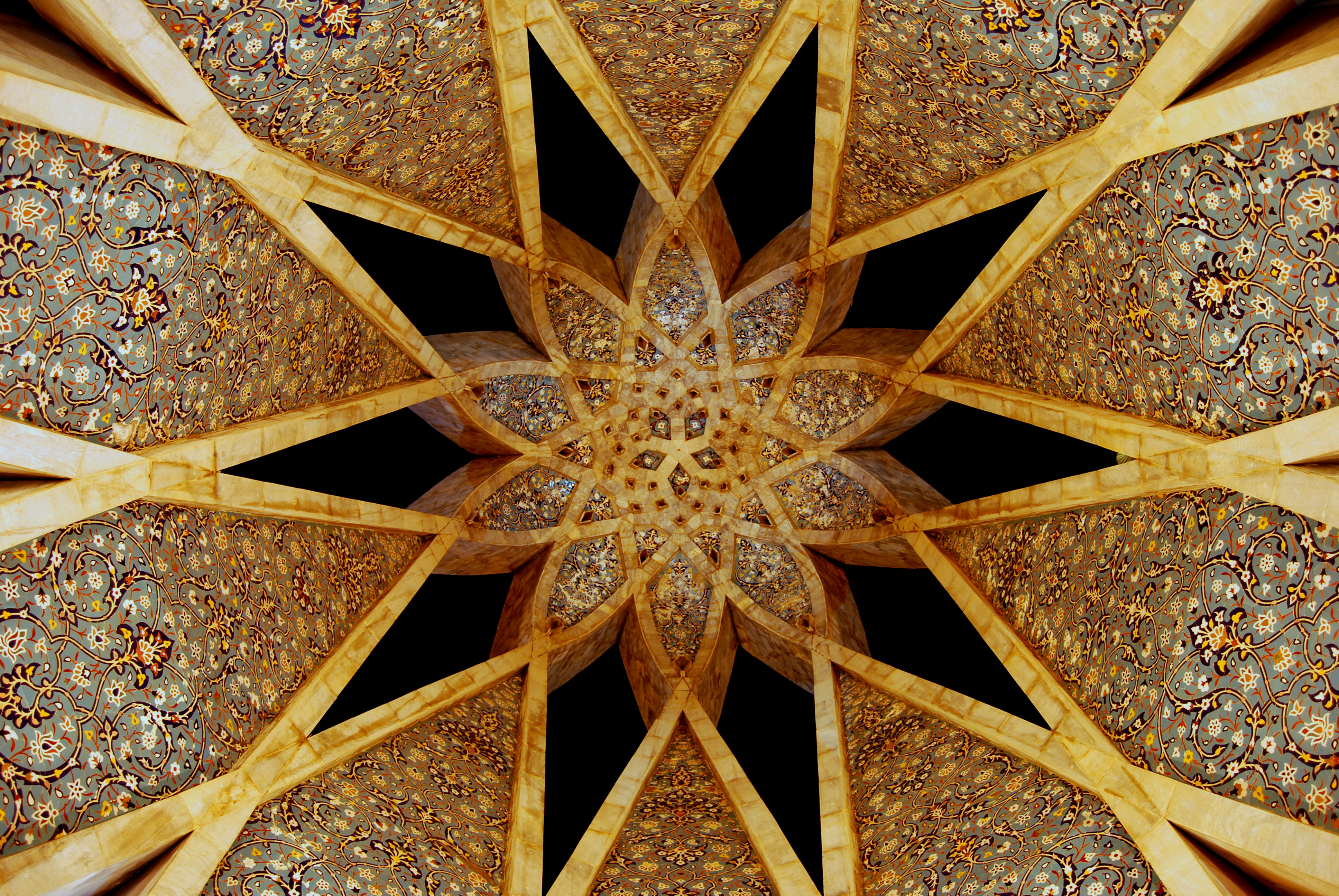
زیر سقف مقبره در شب
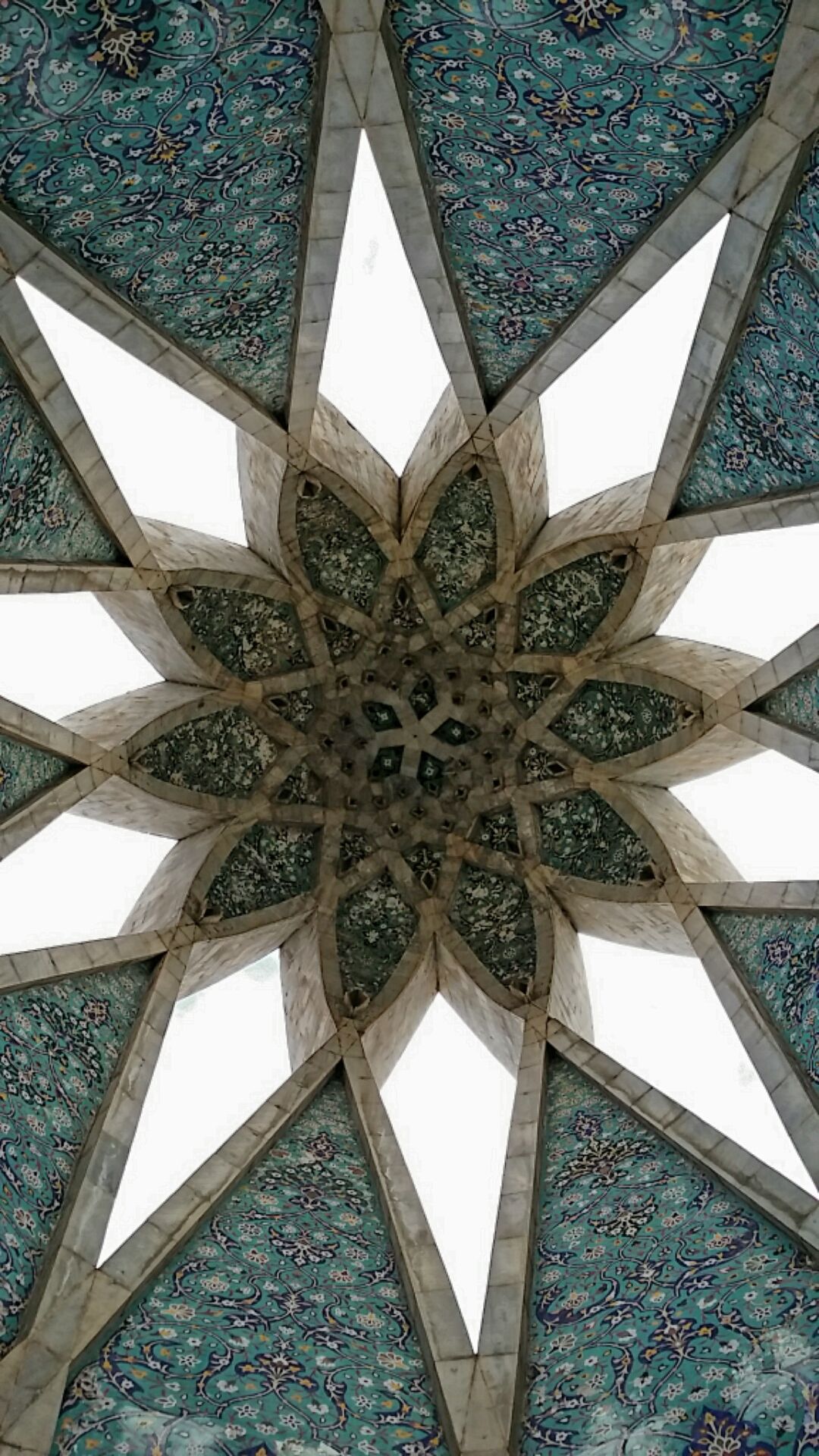
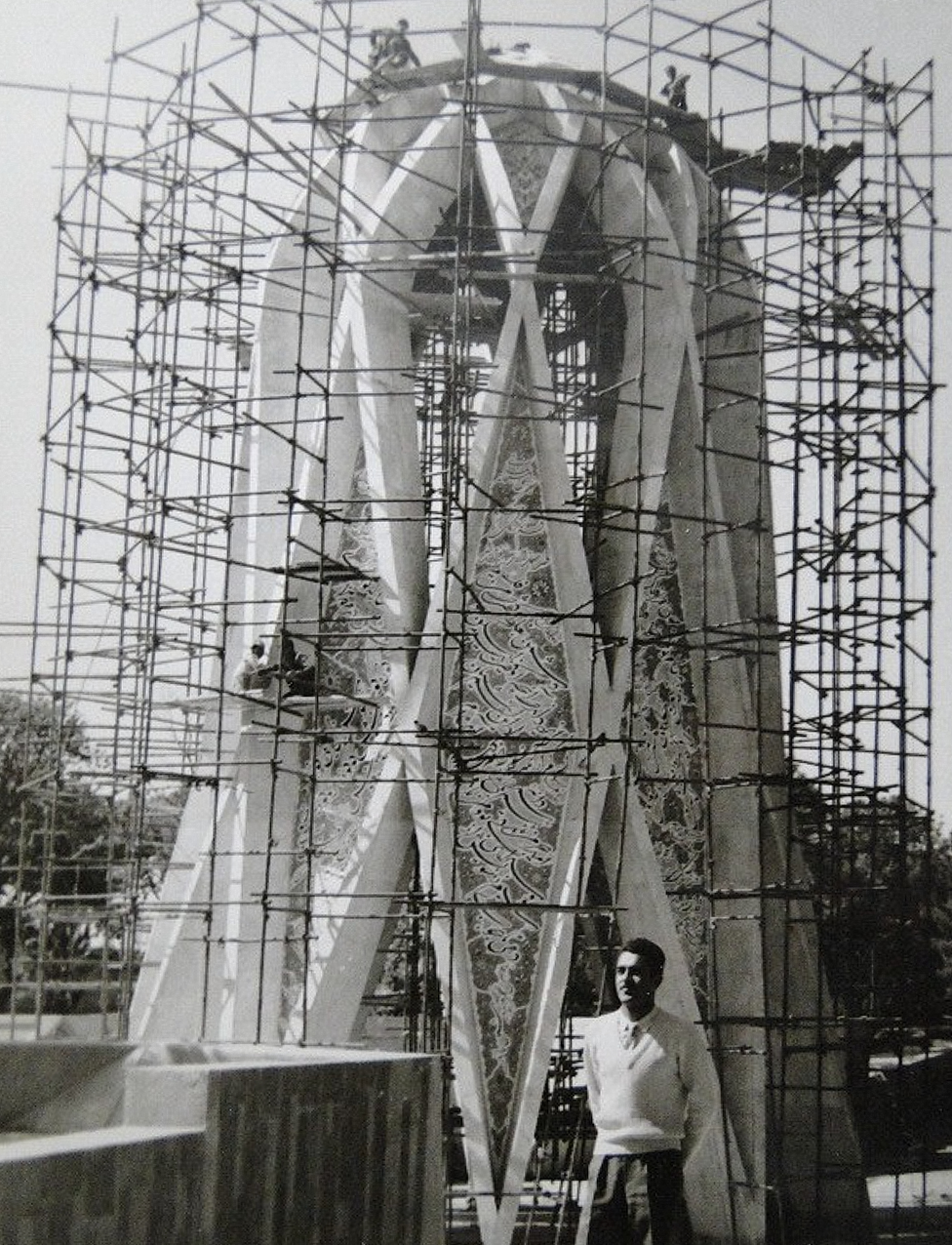
آرامگاه خیام در حال ساخت
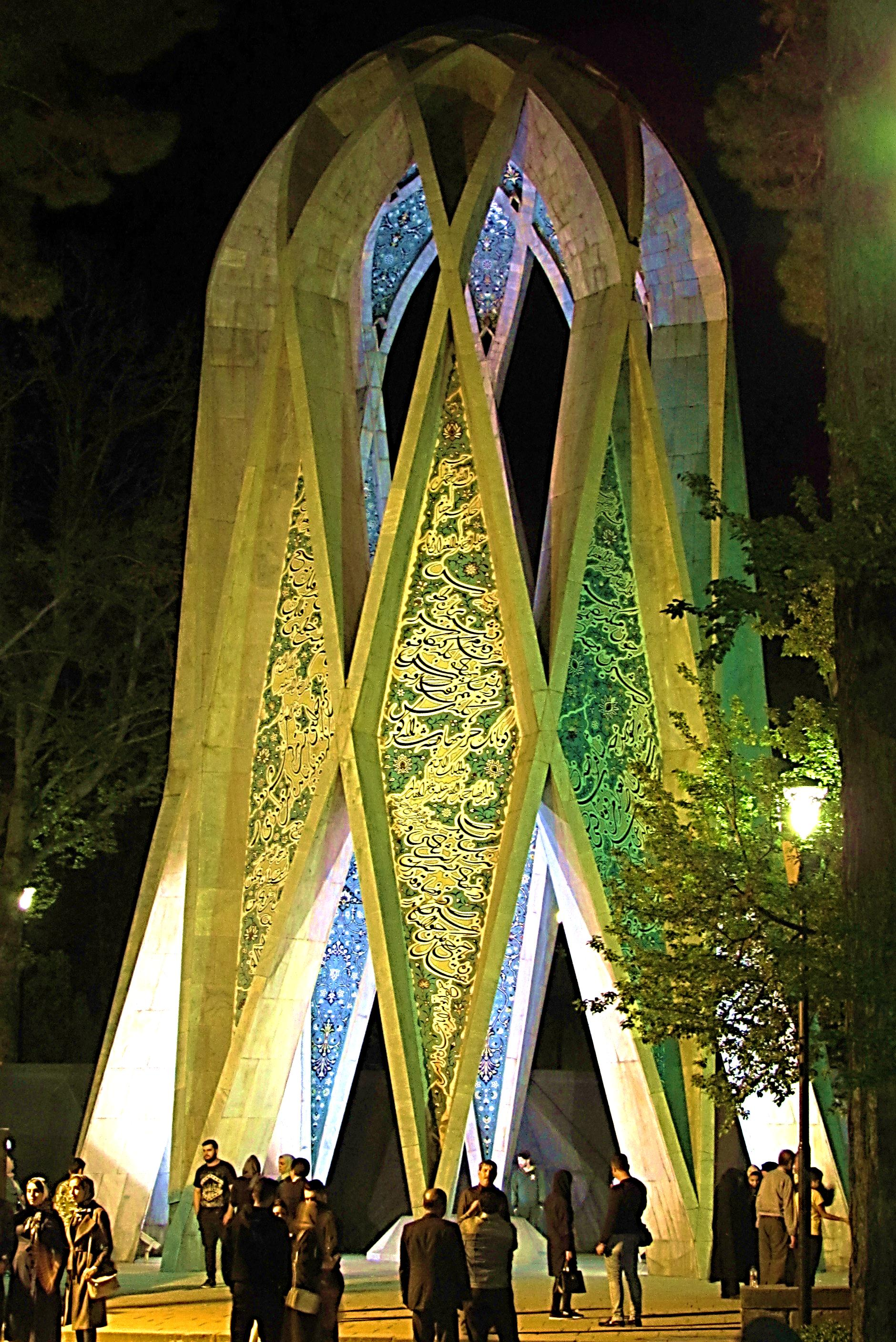
آرامگاه خیام در شب
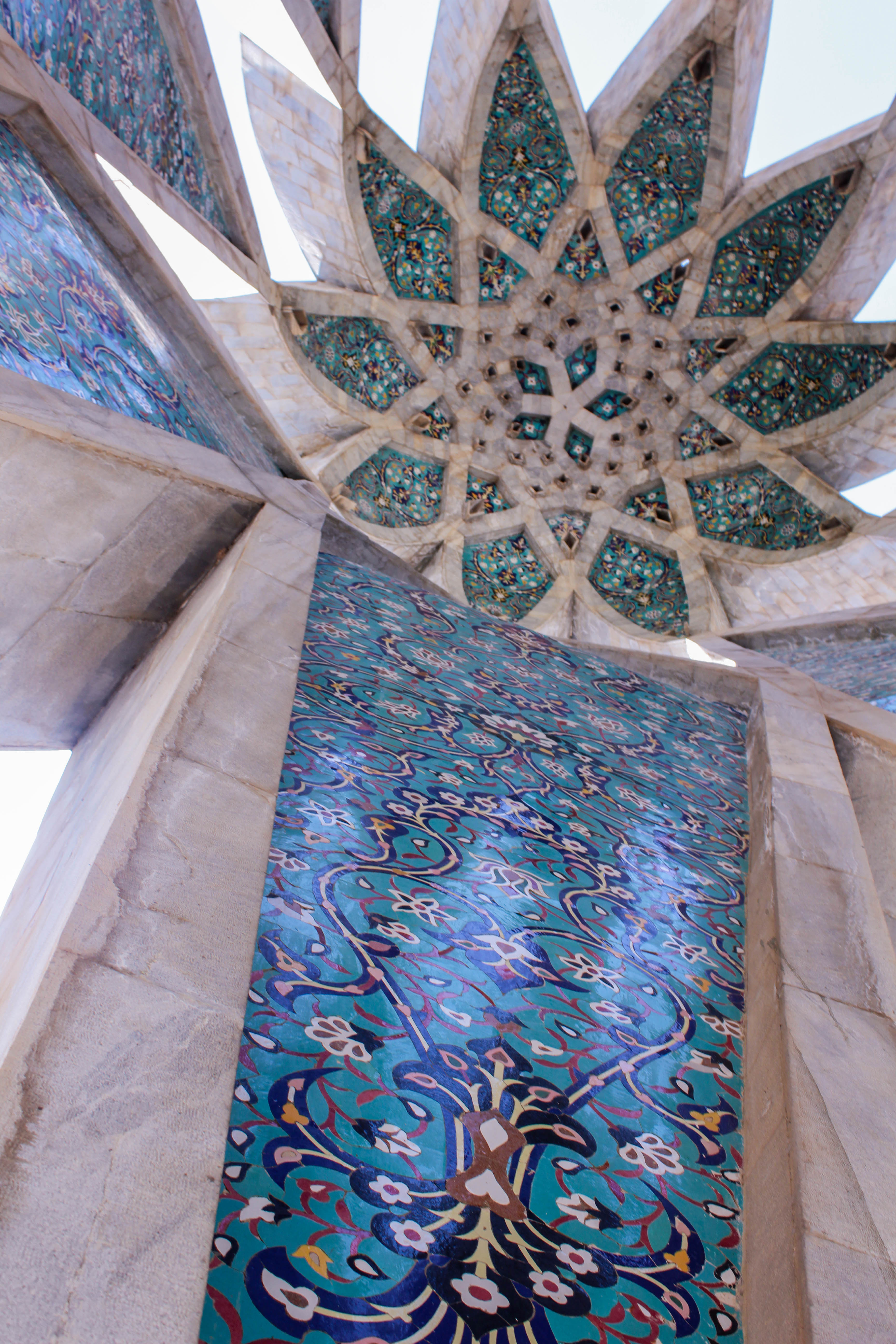
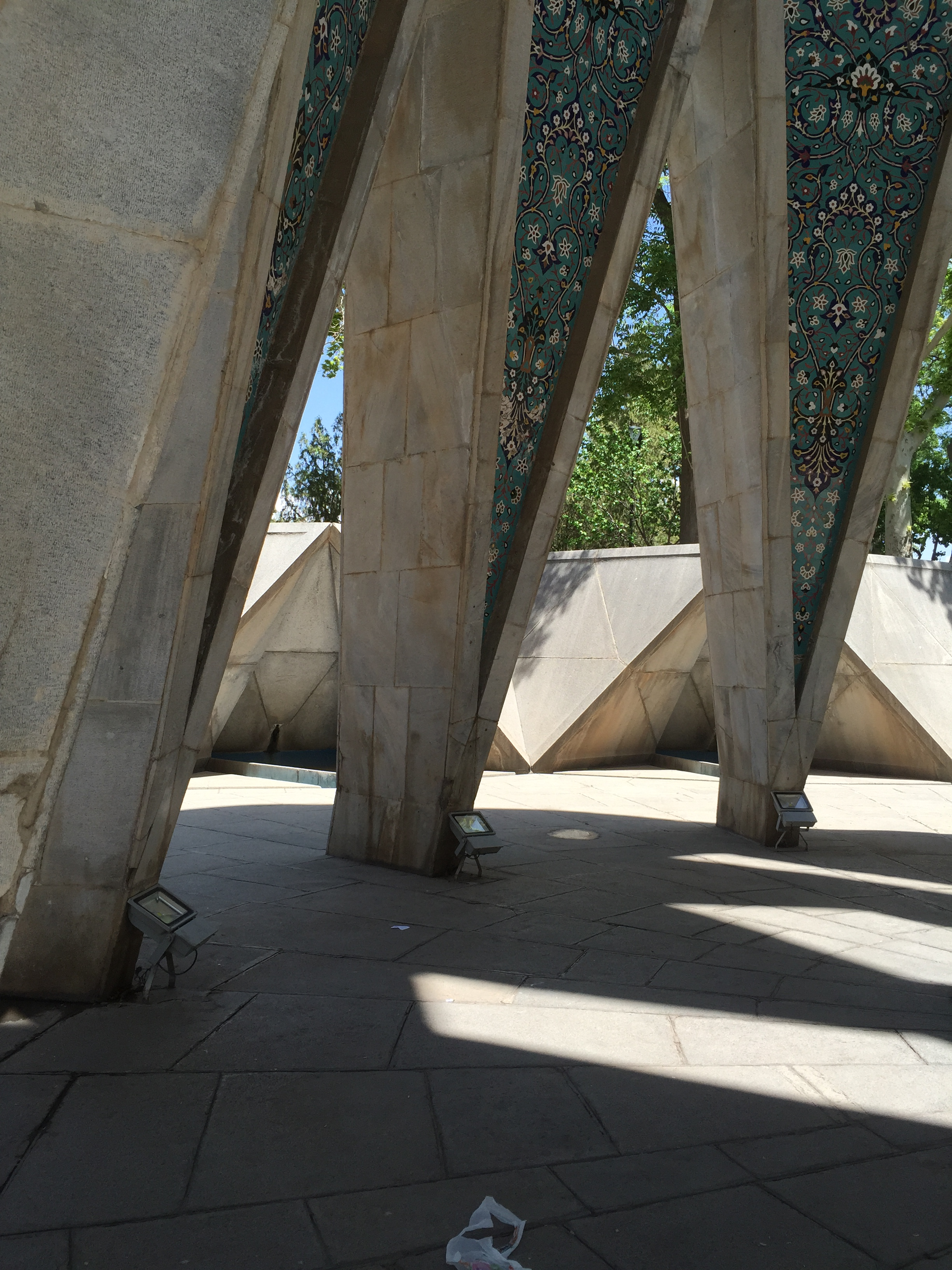
نگاره ای از آرامگاه خیام
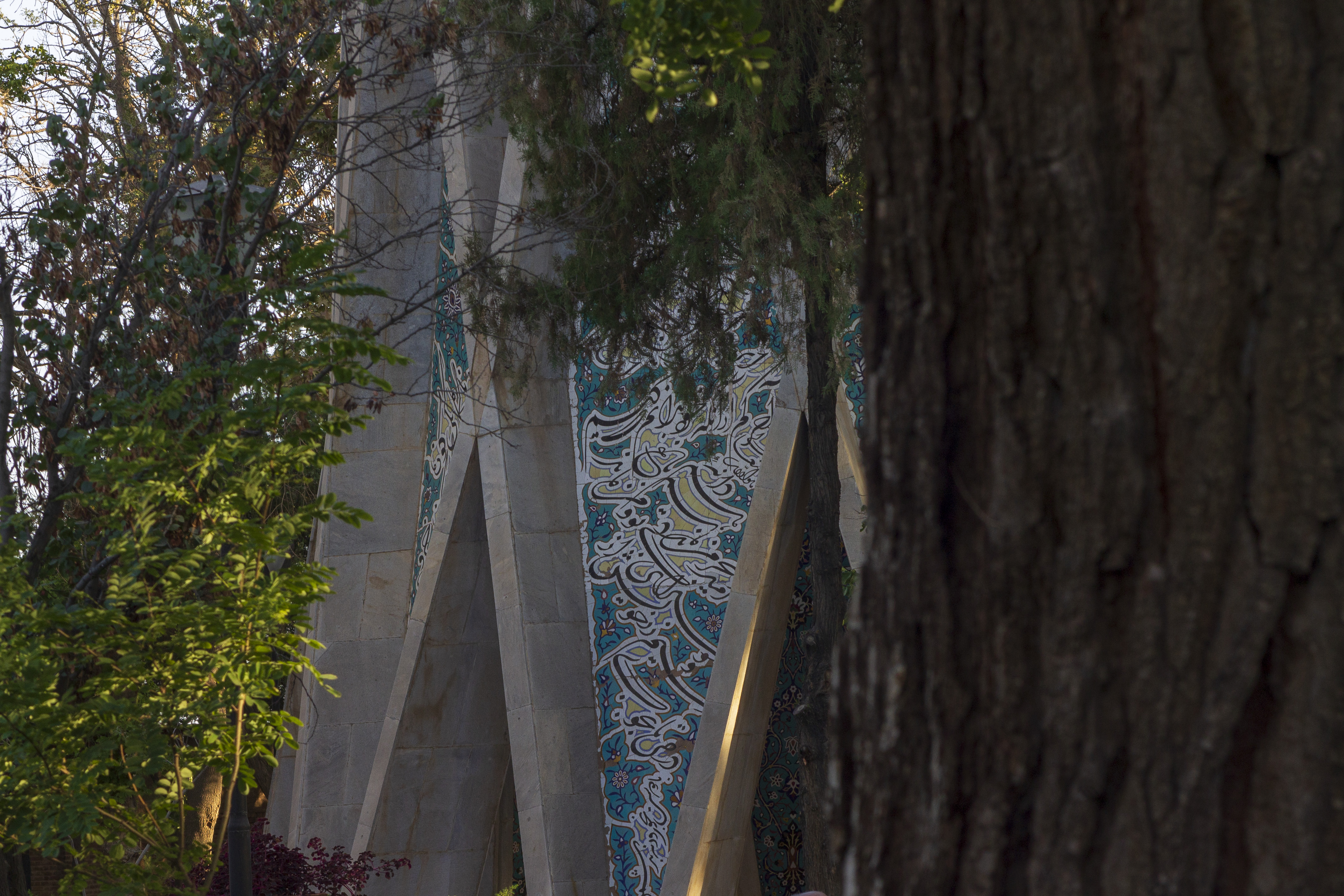
نگاره ای از آرامگاه خیام
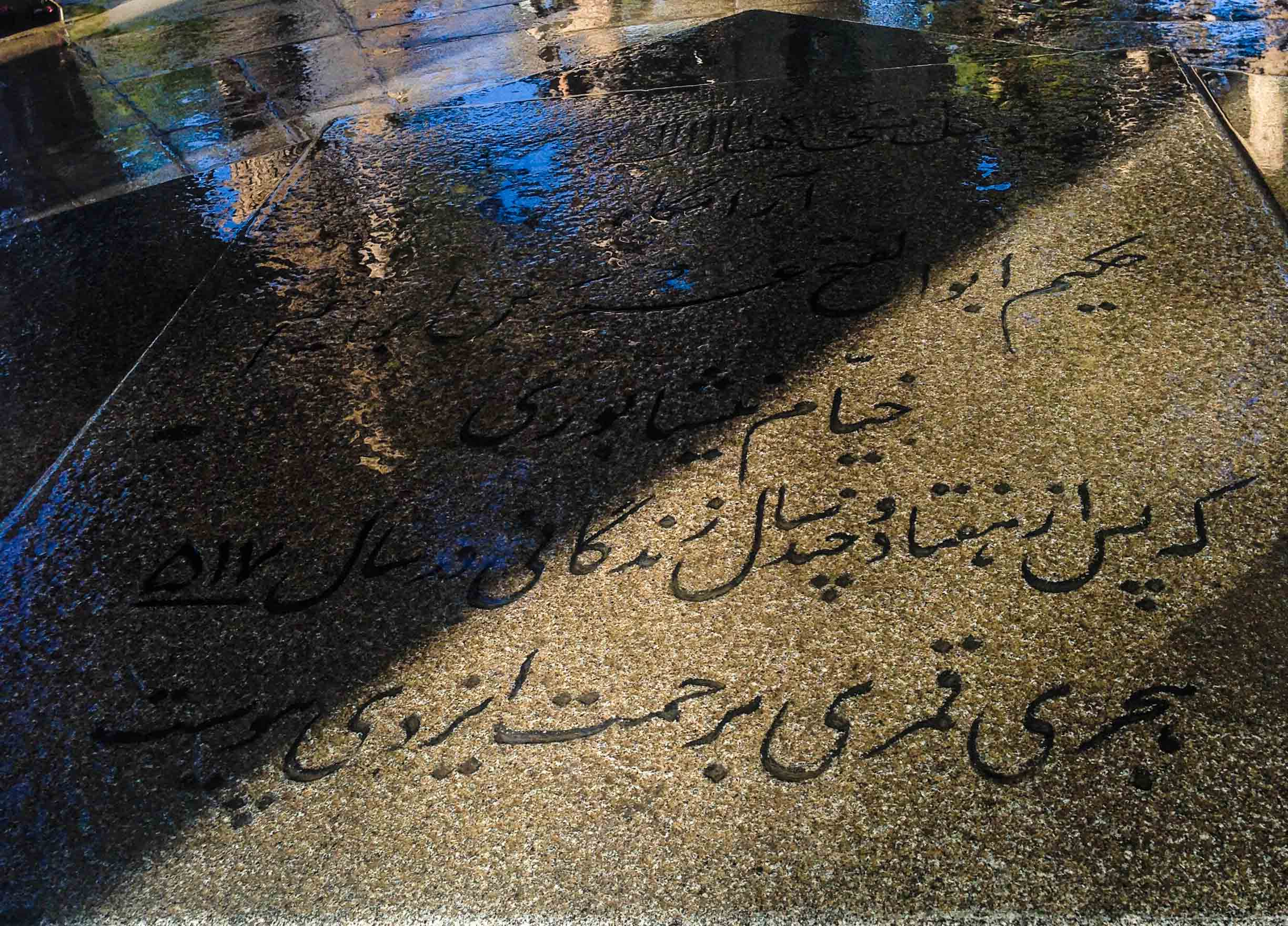
سنگ قبر خیام
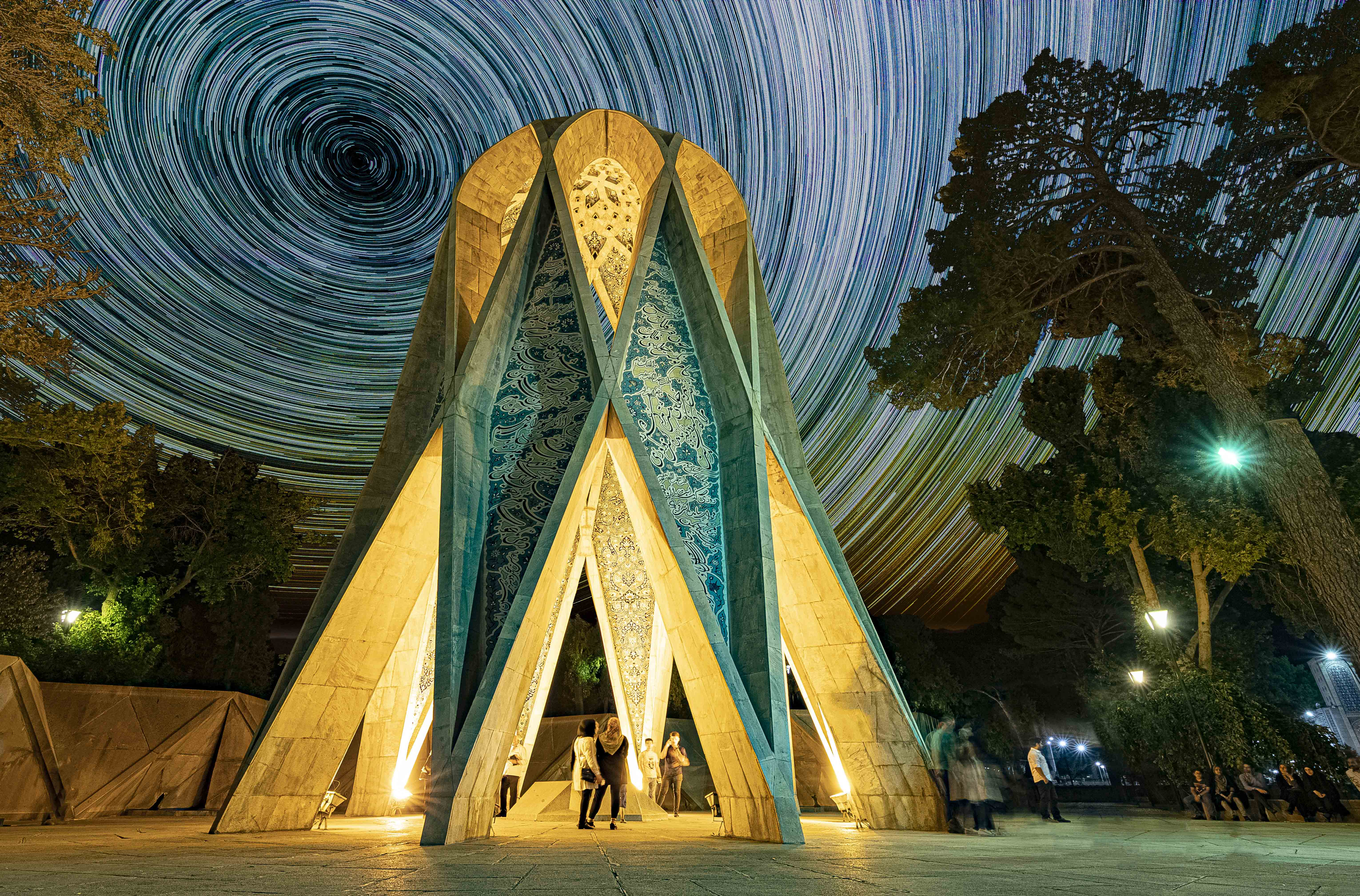
نگاره ای از آرامگاه خیام در شب
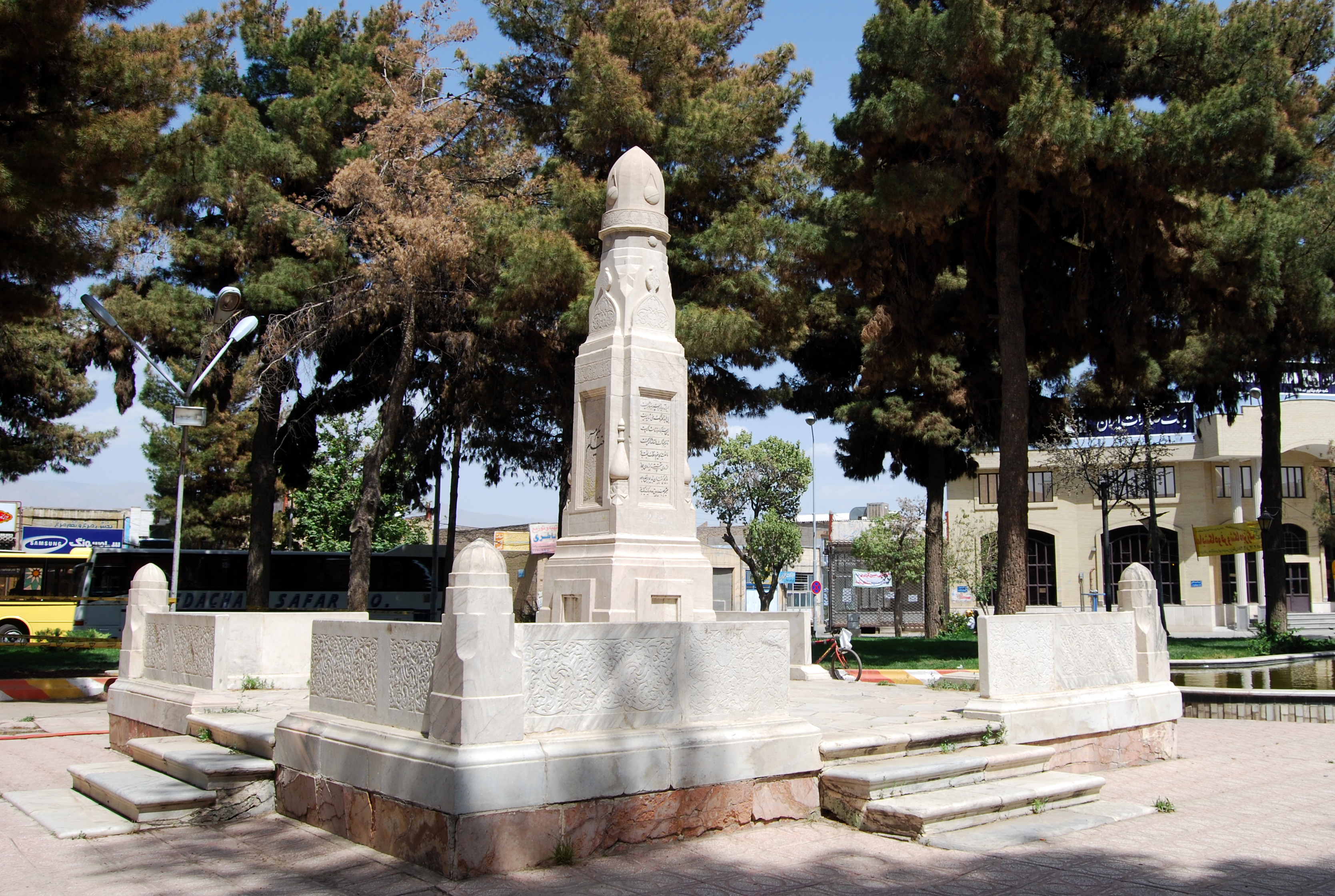
مقبره قدیمی عمر خیام تا قبل از ساخت آرامگاه کنونی، واقع در فلکه خیام نیشابور
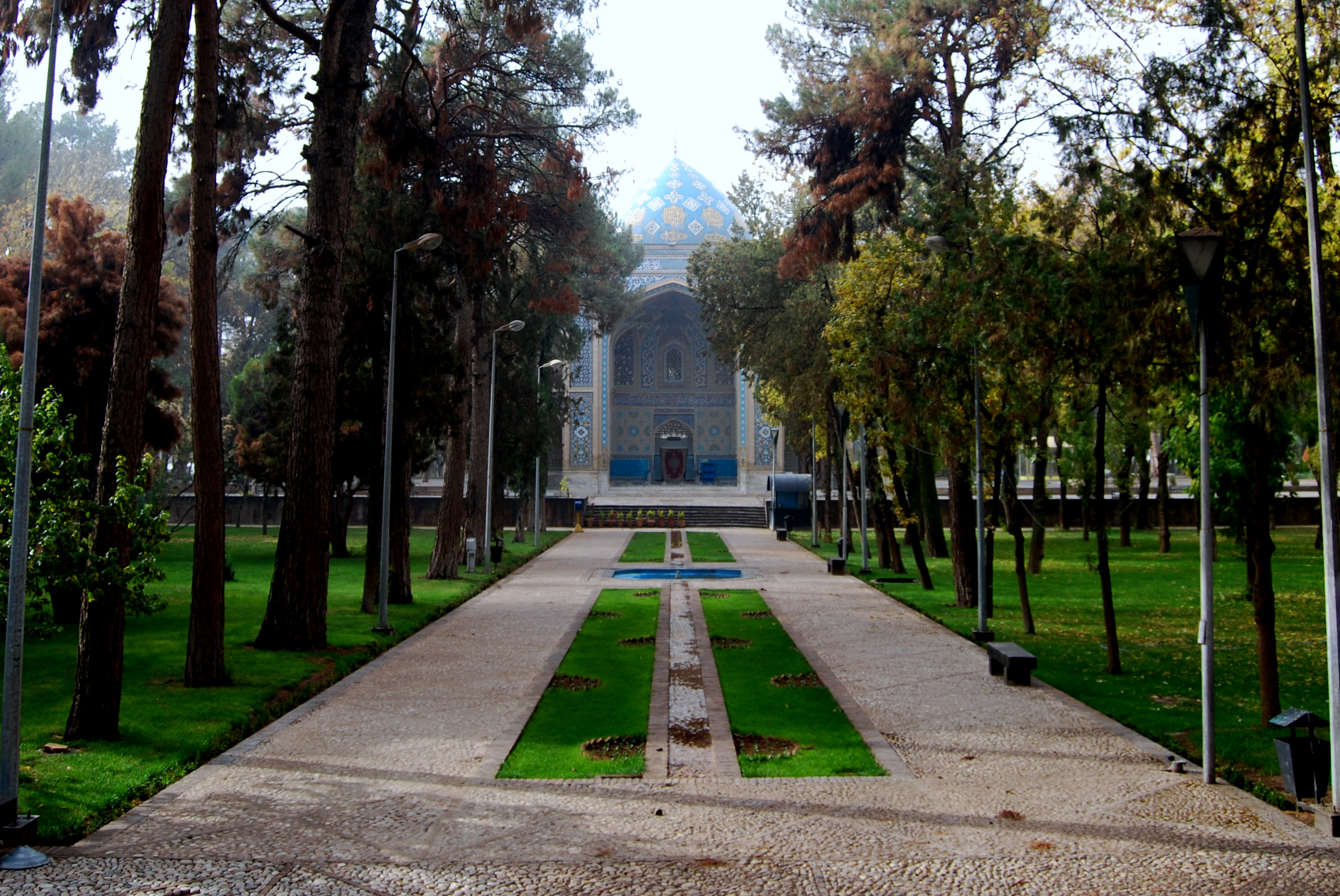
مقبره امام‌زاده محروق، در مجاورت باغ آرامگاه خیام
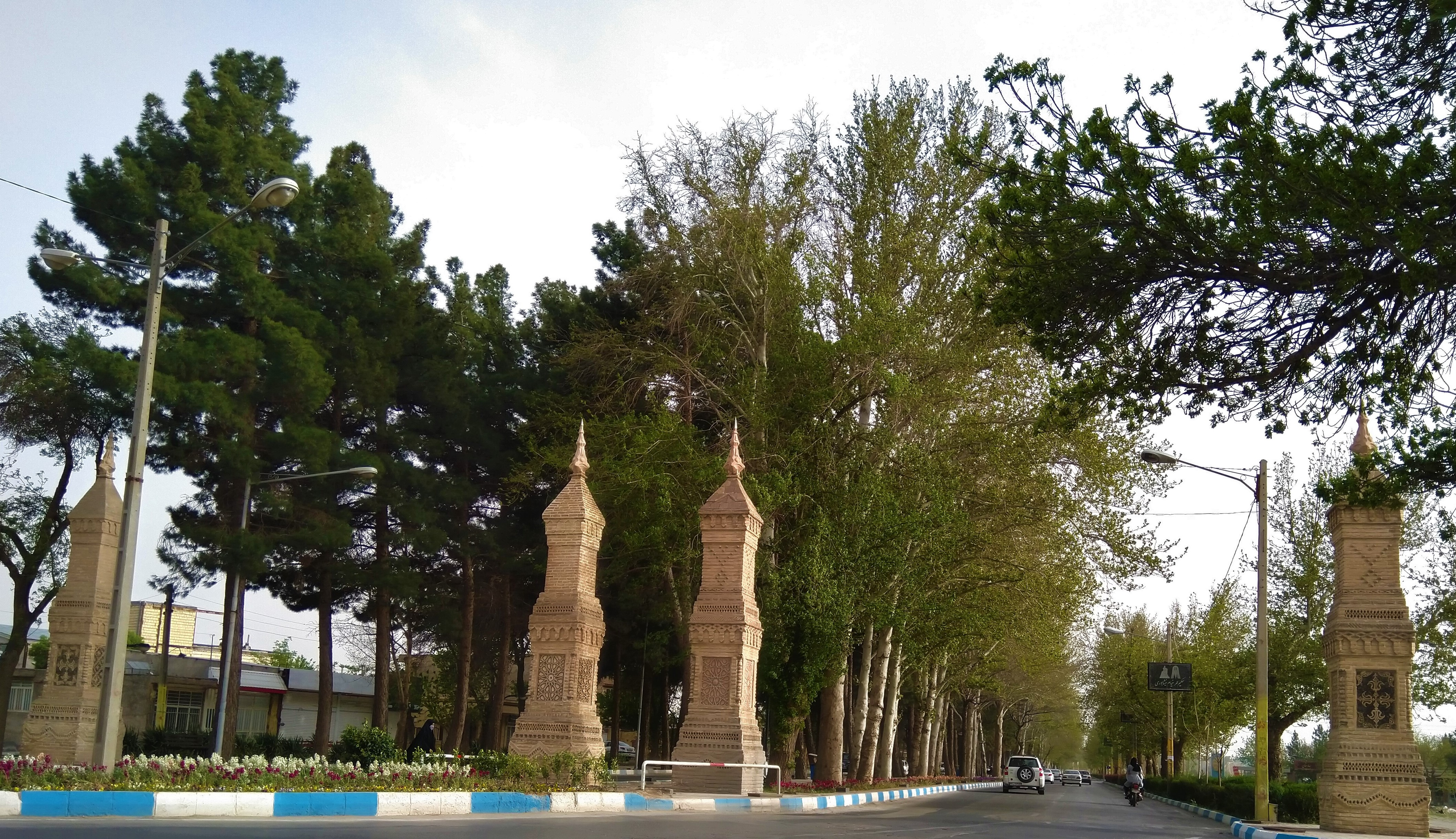
ستون‌های یادبود دروازه‌های نیشابور، در نزدیکی بلوار منتهی به آرامگاه خیام
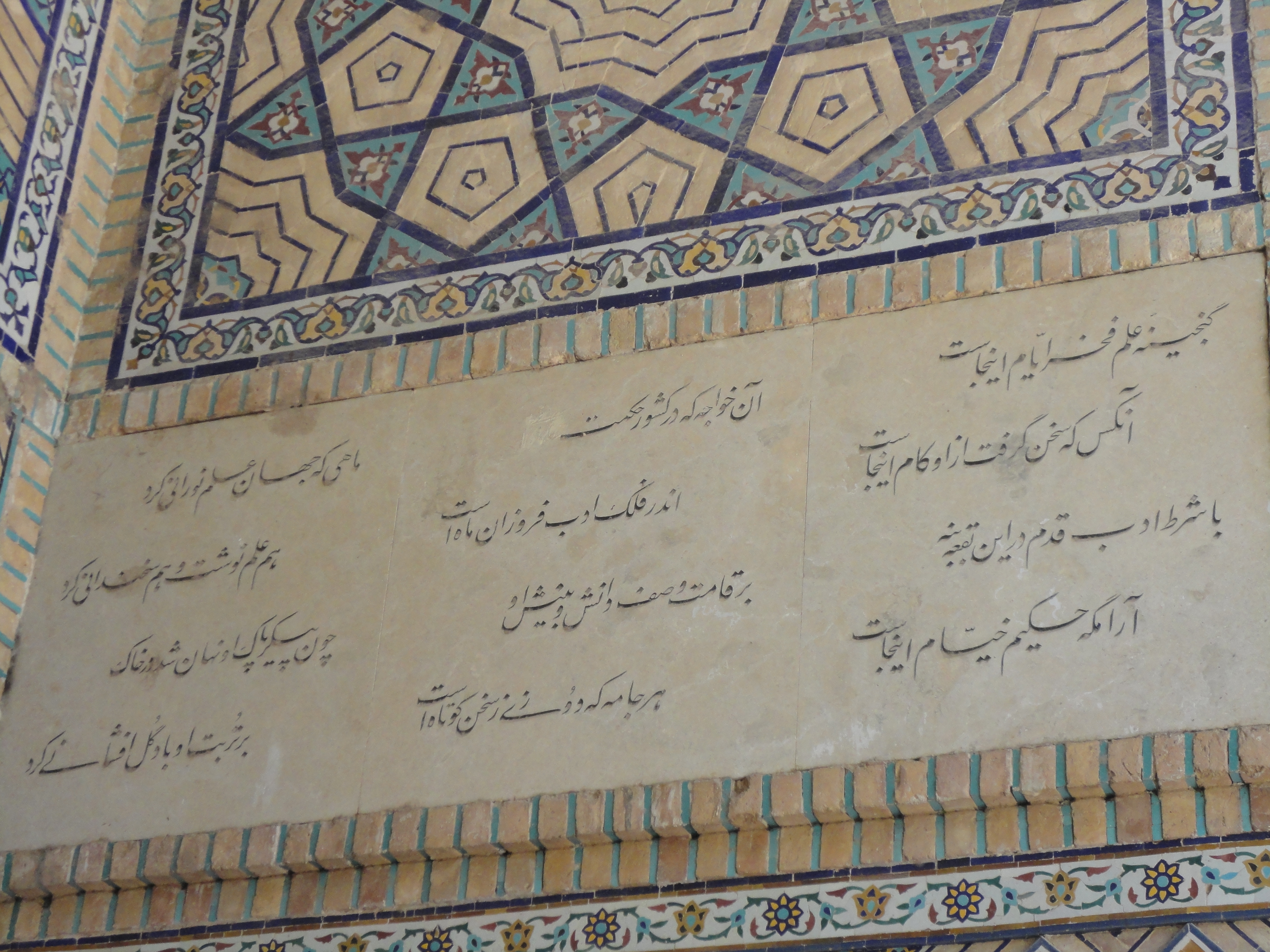
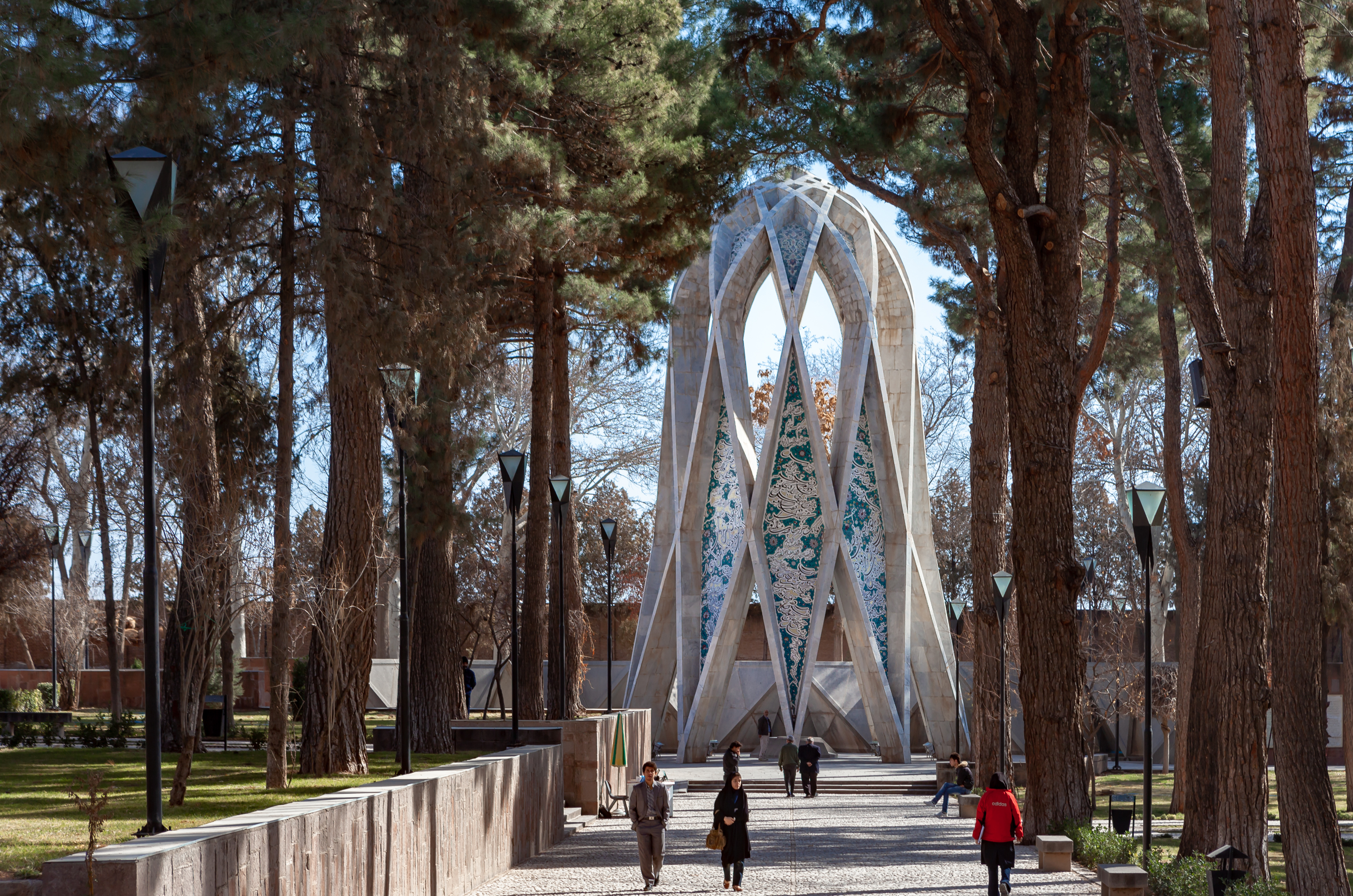